# Herb Jeffries
Herbert „Herb” Jeffrey ur. jako Umberto Alexander Valentino (ur. 24 września 1913 w Detroit, zm. 25 maja 2014 w West Hills, Los Angeles) – amerykański aktor i piosenkarz jazzowy i country.

## Wybrana filmografia
- 1937: Harlem on the Prairie jako Jeff Kincaid
- 1939: Harlem Rides the Range jako Bob Blake
- 1971: Chrom i gorąca skóra jako Ned
- 1977: Portrait of a Hitman jako Charlie Blue

## Wyróżnienia
Posiada swoją gwiazdę na Hollywoodzkiej Alei Gwiazd.